# Stanley Cup playoff 2009
I playoff della Stanley Cup 2009 del campionato NHL 2008-2009 hanno avuto inizio il 15 aprile 2009. Le sedici squadre qualificate per i playoff, otto da ciascuna Conference, hanno giocato una serie di partite al meglio di sette per i quarti di finale, semifinali e finali di Conference. I vincitori delle due Conference hanno disputato una serie di partite al meglio di sette per la conquista della Stanley Cup. I campioni di ciascuna Division conservarono il proprio ranking per l'intera durata dei playoff, mentre le altre squadre furono ricollocate nella graduatoria dopo ciascun turno.
I Columbus Blue Jackets fecero per la prima volta nella loro breve storia un'apparizione nei playoff. Precedentemente erano l'unica squadra a non essersi mai qualificata alla fase ad eliminazione diretta della NHL. Considerate tutte e 14 le serie dei playoff, esclusa quindi la finale di Stanley Cup, soltanto in un'occasione Gara-1 fu vinta dalla squadra in trasferta.

## Squadre partecipanti

### Eastern Conference
1. Boston Bruins – vincitori della Northeast Division, della stagione regolare nella Eastern Conference, 116 punti
2. Washington Capitals – vincitori della Southeast Division, 108 punti
3. New Jersey Devils – vincitori della Atlantic Division, 106 punti
4. Pittsburgh Penguins – 99 punti
5. Philadelphia Flyers – 99 punti
6. Carolina Hurricanes – 97 punti
7. New York Rangers – 95 punti
8. Montreal Canadiens – 93 punti

### Western Conference
1. San Jose Sharks – vincitori della Pacific Division, della stagione regolare nella Western Conference e del Presidents' Trophy 117 punti
2. Detroit Red Wings – vincitori della Central Division, 112 punti
3. Vancouver Canucks – vincitori della Northwest Division, 100 punti
4. Chicago Blackhawks – 104 punti
5. Calgary Flames – 98 punti
6. St. Louis Blues – 92 punti
7. Columbus Blue Jackets – 92 punti
8. Anaheim Ducks – 91 punti

### Tabellone
In ciascun turno la squadra con il ranking più alto si sfidò con quella dal posizionamento più basso, usufruendo anche del vantaggio del fattore campo. Nella finale di Stanley Cup il fattore campo fu determinato dai punti ottenuti in stagione regolare dalle due squadre. Ciascuna serie, al meglio delle sette gare, seguì il formato 2–2–1–1–1: la squadra migliore in stagione regolare avrebbe disputato in casa Gara-1 e 2, (se necessario anche Gara-5 e 7), mentre quella posizionata peggio avrebbe giocato nel proprio palazzetto Gara-3 e 4 (se necessario anche Gara-6).
|  | Quarti di finale Conference | Quarti di finale Conference                      | Quarti di finale Conference |   |                   | Semifinali Conference | Semifinali Conference | Semifinali Conference |                    |                    | Finali Conference   | Finali Conference  | Finali Conference  |  |  | Finale Stanley Cup | Finale Stanley Cup | Finale Stanley Cup |
|  |                             |                                                  |                             |   |                   |                       |                       |                       |                    |                    |                     |                    |                    |  |  |                    |                    |                    |
|  | 1                           | Boston Bruins                                    | 4                           |   |                   | 1                     | Boston Bruins         | 3                     |                    |                    |                     |                    |                    |  |  |                    |                    |                    |
|  | 8                           | Montreal Canadiens                               | 0                           |   |                   | 6                     | Carolina Hurricanes   | 4                     |                    |                    |                     |                    |                    |  |  |                    |                    |                    |
|  |                             |                                                  |                             |   |                   |                       |                       |                       |                    |                    |                     |                    |                    |  |  |                    |                    |                    |
|  | 2                           | Washington Capitals                              | 4                           |   |                   |                       |                       |                       | Eastern Conference | Eastern Conference | Eastern Conference  | Eastern Conference | Eastern Conference |  |  |                    |                    |                    |
|  | 2                           | Washington Capitals                              | 4                           |   |                   |                       |                       |                       | Eastern Conference | Eastern Conference | Eastern Conference  | Eastern Conference | Eastern Conference |  |  |                    |                    |                    |
|  | 7                           | New York Rangers                                 | 3                           |   |                   |                       |                       |                       |                    |                    |                     |                    |                    |  |  |                    |                    |                    |
|  | 7                           | New York Rangers                                 | 3                           |   |                   |                       |                       |                       |                    | 6                  | Carolina Hurricanes | 0                  |                    |  |  |                    |                    |                    |
|  |                             |                                                  |                             |   |                   |                       |                       |                       |                    | 6                  | Carolina Hurricanes | 0                  |                    |  |  |                    |                    |                    |
|  |                             | 4                                                | Pittsburgh Penguins         | 4 |                   |                       |                       |                       |                    |                    |                     |                    |                    |  |  |                    |                    |                    |
|  | 3                           | 4                                                | Pittsburgh Penguins         | 4 | New Jersey Devils | 3                     |                       |                       |                    |                    |                     |                    |                    |  |  |                    |                    |                    |
|  | 3                           |                                                  |                             |   | New Jersey Devils | 3                     |                       |                       |                    |                    |                     |                    |                    |  |  |                    |                    |                    |
|  | 6                           | Carolina Hurricanes                              | 4                           |   |                   |                       |                       |                       |                    |                    |                     |                    |                    |  |  |                    |                    |                    |
|  | 6                           | Carolina Hurricanes                              | 4                           |   |                   |                       |                       |                       |                    |                    |                     |                    |                    |  |  |                    |                    |                    |
|  |                             |                                                  |                             |   |                   |                       |                       |                       |                    |                    |                     |                    |                    |  |  |                    |                    |                    |
|  |                             |                                                  |                             |   |                   |                       |                       |                       |                    |                    |                     |                    |                    |  |  |                    |                    |                    |
|  | 4                           | Pittsburgh Penguins                              | 4                           |   | 2                 | Washington Capitals   | 3                     |                       |                    |                    |                     |                    |                    |  |  |                    |                    |                    |
|  | 4                           | Pittsburgh Penguins                              | 4                           |   | 2                 | Washington Capitals   | 3                     |                       |                    |                    |                     |                    |                    |  |  |                    |                    |                    |
|  | 5                           | Philadelphia Flyers                              | 2                           |   |                   | 4                     | Pittsburgh Penguins   | 4                     |                    |                    |                     |                    |                    |  |  |                    |                    |                    |
|  | 5                           | Philadelphia Flyers                              | 2                           |   |                   |                       |                       |                       |                    | E4                 | Pittsburgh Penguins | 4                  |                    |  |  |                    |                    |                    |
|  |                             | (Accoppiamenti ristabiliti dopo il primo turno.) |                             |   |                   |                       |                       |                       |                    | E4                 | Pittsburgh Penguins | 4                  |                    |  |  |                    |                    |                    |
|  |                             | W2                                               | Detroit Red Wings           | 3 |                   |                       |                       |                       |                    |                    |                     |                    |                    |  |  |                    |                    |                    |
|  | 1                           | W2                                               | Detroit Red Wings           | 3 | San Jose Sharks   | 2                     |                       |                       | 2                  | Detroit Red Wings  | 4                   |                    |                    |  |  |                    |                    |                    |
|  | 1                           |                                                  |                             |   | San Jose Sharks   | 2                     |                       |                       | 2                  | Detroit Red Wings  | 4                   |                    |                    |  |  |                    |                    |                    |
|  | 8                           | Anaheim Ducks                                    | 4                           |   |                   | 8                     | Anaheim Ducks         | 3                     |                    |                    |                     |                    |                    |  |  |                    |                    |                    |
|  | 8                           | Anaheim Ducks                                    | 4                           |   |                   | 8                     | Anaheim Ducks         | 3                     |                    |                    |                     |                    |                    |  |  |                    |                    |                    |
|  |                             |                                                  |                             |   |                   |                       |                       |                       |                    |                    |                     |                    |                    |  |  |                    |                    |                    |
|  | 2                           | Detroit Red Wings                                | 4                           |   |                   |                       |                       |                       |                    |                    |                     |                    |                    |  |  |                    |                    |                    |
|  | 2                           | Detroit Red Wings                                | 4                           |   |                   |                       |                       |                       |                    |                    |                     |                    |                    |  |  |                    |                    |                    |
|  | 7                           | Columbus Blue Jackets                            | 0                           |   |                   |                       |                       |                       |                    |                    |                     |                    |                    |  |  |                    |                    |                    |
|  | 7                           | Columbus Blue Jackets                            | 0                           |   |                   |                       |                       |                       | 2                  | Detroit Red Wings  | 4                   |                    |                    |  |  |                    |                    |                    |
|  |                             |                                                  |                             |   |                   |                       |                       |                       | 2                  | Detroit Red Wings  | 4                   |                    |                    |  |  |                    |                    |                    |
|  |                             | 4                                                | Chicago Blackhawks          | 1 |                   |                       |                       |                       |                    |                    |                     |                    |                    |  |  |                    |                    |                    |
|  | 3                           | 4                                                | Chicago Blackhawks          | 1 | Vancouver Canucks | 4                     |                       |                       |                    |                    |                     |                    |                    |  |  |                    |                    |                    |
|  | 3                           |                                                  |                             |   | Vancouver Canucks | 4                     |                       |                       |                    |                    |                     |                    |                    |  |  |                    |                    |                    |
|  | 6                           | St. Louis Blues                                  | 0                           |   |                   |                       |                       |                       |                    |                    | Western Conference  | Western Conference | Western Conference |  |  |                    |                    |                    |
|  | 6                           | St. Louis Blues                                  | 0                           |   |                   |                       |                       |                       |                    |                    | Western Conference  | Western Conference | Western Conference |  |  |                    |                    |                    |
|  |                             |                                                  |                             |   |                   |                       |                       |                       |                    |                    |                     |                    |                    |  |  |                    |                    |                    |
|  | 4                           | Chicago Blackhawks                               | 4                           |   | 3                 | Vancouver Canucks     | 2                     |                       |                    |                    |                     |                    |                    |  |  |                    |                    |                    |
|  | 4                           | Chicago Blackhawks                               | 4                           |   | 3                 | Vancouver Canucks     | 2                     |                       |                    |                    |                     |                    |                    |  |  |                    |                    |                    |
|  | 5                           | Calgary Flames                                   | 2                           |   |                   | 4                     | Chicago Blackhawks    | 4                     |                    |                    |                     |                    |                    |  |  |                    |                    |                    |

## Eastern Conference

### Quarti di finale di Conference

#### Boston - Montreal
| Arbitri: | Kevin Pollock Dennis LaRue |

|                             |           |                                             |
| Higgins 16:19 Kovalёv 37:37 | Marcatori | 13:11 59:46 Kessel 14:41 Krejci 51:15 Chára |

| Arbitri: | Mike Leggo Tim Peel |

|               |           |                                                          |
| Kovalёv 20:46 | Marcatori | 09:59 28:13 Savard 15:12 Kobasew 25:45 Hnidy 39:57 Ryder |

| Arbitri: | Paul Devorski Ian Walsh |

|                                                       |           |                           |
| Kessel 18:35 Thornton 23:36 Ryder 37:21 Kobasew 59:23 | Marcatori | 11:52 Higgins 25:16 Weber |

| Arbitri: | Dave Jackson Kelly Sutherland |

|                                             |           |                |
| Ryder 17:27 32:43 Krejci 19:25 Kessel 31:58 | Marcatori | 00:39 Kascicyn |

#### Washington - NY Rangers
| Arbitri: | Mike Leggo Tim Peel |

|                                                         |           |                                            |
| Gomez 27:49 Antropov 36:49 Näslund 38:28 Dubinsky 51:43 | Marcatori | 26:40 Fleischmann 39:11 Kozlov 41:42 Sёmin |

| Arbitri: | Eric Furlatt Wes McCauley |

|                |           |  |
| Callahan 07:44 | Marcatori |  |

| Arbitri: | Dave Jackson Kelly Sutherland |

|                                          |           |  |
| Sёmin 06:57 11:36 Laich 31:29 Poti 58:35 | Marcatori |  |

| Arbitri: | Paul Devorski Ian Walsh |

|               |           |                        |
| Ovečkin 42:13 | Marcatori | 13:55 Mara 22:23 Drury |

| Arbitri: | Mike Hasenfratz Don VanMassenhoven |

|  |           |                                               |
|  | Marcatori | 04:58 12:07 Bradley 24:57 Sёmin 39:31 Ovečkin |

| Arbitri: | Brad Meier Bill McCreary |

|                                                                 |           |                                           |
| Jurčina 07:09 Green 13:58 Poti 17:14 Kozlov 29:21 Ovečkin 36:44 | Marcatori | 08:15 Gomez 44:21 Callahan 59:54 M. Staal |

| Arbitri: | Mike Hasenfratz Don VanMassenhoven |

|                |           |                           |
| Antropov 05:35 | Marcatori | 15:34 Sёmin 55:01 Fëdorov |

#### New Jersey - Carolina
| Arbitri: | Marc Joannette Dan O'Rourke |

|               |           |                                                           |
| Whitney 49:22 | Marcatori | 16:03 Mottau 20:59 Parise 31:33 Eliáš 49:51 Langenbrunner |

| Arbitri: | Mike Hasenfratz Don VanMassenhoven |

|                              |           |              |
| E. Staal 19:35 Gleason 62:40 | Marcatori | 10:44 Parise |

| Arbitri: | Dennis LaRue Kevin Pollock |

|                                       |           |                          |
| Parise 06:04 Gionta 19:51 Zajac 64:58 | Marcatori | 06:35 Bayda 35:30 LaRose |

| Arbitri: | Kevin Pollock Kelly Sutherland |

|                                            |           |                                                       |
| Gionta 39:32 Shanahan 44:21 Clarkson 48:46 | Marcatori | 07:44 E. Staal 08:47 Bayda 26:30 LaRose 59:59 Jokinen |

| Arbitri: | Bill McCreary Brad Meier |

|  |           |                |
|  | Marcatori | 31:22 Clarkson |

| Arbitri: | Stephen Walkom Eric Furlatt |

|  |           |                                                  |
|  | Marcatori | 10:32 Whitney 24:44 27:30 E. Staal 49:12 Jokinen |

| Arbitri: | Paul Devorski Kevin Pollock |

|                                                        |           |                                                  |
| Ruutu 01:02 Whitney 23:42 Jokinen 58:40 E. Staal 59:28 | Marcatori | 02:31 Langenbrunner 13:27 Pandolfo 28:47 Rolston |

#### Pittsburgh - Philadelphia
| Arbitri: | Mike Hasenfratz Don VanMassenhoven |

|             |           |                                                     |
| Gagne 55:25 | Marcatori | 04:41 Crosby 21:39 Kennedy 46:28 Malkin 50:27 Eaton |

| Arbitri: | Bill McCreary Brad Meier |

|                           |           |                                 |
| Hartnell 13:26 Powe 42:09 | Marcatori | 36:38 78:29 Guerin 56:23 Malkin |

| Arbitri: | Dan O'Rourke Marc Joannette |

|                                  |           |                                                                          |
| Malkin 19:48 48:30 Scuderi 20:13 | Marcatori | 02:59 J. Carter 05:14 Richards 24:32 Giroux 28:58 58:24 Gagne 43:42 Ross |

| Arbitri: | Dennis LaRue Kevin Pollock |

|                                         |           |                |
| Crosby 23:19 Kennedy 27:41 Talbot 59:08 | Marcatori | 51:44 Carcillo |

| Arbitri: | Eric Furlatt Wes McCauley |

|                                       |           |  |
| Asham 26:23 Giroux 43:25 Knuble 53:13 | Marcatori |  |

| Arbitri: | Chris Rooney Brad Watson |

|                                                             |           |                                       |
| Fedotenko 24:35 Eaton 26:32 Crosby 36:59 59:32 Gončar 42:19 | Marcatori | 17:48 Knuble 18:39 Lupul 24:06 Brière |

### Semifinali di Conference

#### Boston - Carolina
| Arbitri: | Chris Lee Bill McCreary |

|               |           |                                           |
| Jokinen 18:50 | Marcatori | 01:34 Ward 27:21 47:21 Savard 32:41 Ryder |

| Arbitri: | Dan O'Halloran Mike Leggo |

|                                         |           |  |
| Corvo 22:30 Cullen 27:32 E. Staal 59:32 | Marcatori |  |

| Arbitri: | Eric Furlatt Bill McCreary |

|                          |           |                                             |
| Lucic 08:43 Recchi 49:03 | Marcatori | 36:49 E. Staal 37:58 Samsonov 62:48 Jokinen |

| Arbitri: | Kevin Pollock Dave Jackson |

|              |           |                                                   |
| Savard 22:37 | Marcatori | 04:54 55:41 E. Staal 42:42 Jokinen 54:31 Samsonov |

| Arbitri: | Brad Watson Tim Peel |

|  |           |                                             |
|  | Marcatori | 14:48 Recchi 18:36 24:40 Kessel 52:21 Lucic |

| Arbitri: | Marc Joannette Kelly Sutherland |

|                                                        |           |                             |
| Recchi 02:01 Montador 05:04 Savard 28:53 Kobasew 38:03 | Marcatori | 22:49 Cullen 47:20 Samsonov |

| Arbitri: | Dave Jackson Kevin Pollock |

|                                               |           |                        |
| Brind'Amour 13:59 Samsonov 27:45 Walker 78:46 | Marcatori | 07:42 Bitz 46:19 Lucic |

#### Washington - Pittsburgh
| Arbitri: | Dave Jackson Kevin Pollock |

|                          |           |                                               |
| Crosby 04:09 Eaton 32:54 | Marcatori | 13:50 Steckel 17:03 Ovečkin 41:46 Fleischmann |

| Arbitri: | Marc Joannette Kelly Sutherland |

|                          |           |                                         |
| Crosby 06:38 30:57 59:29 | Marcatori | 22:18 52:53 55:22 Ovečkin 35:49 Steckel |

| Arbitri: | Dan O'Halloran Mike Leggo |

|                               |           |                                           |
| Ovečkin 01:23 Bäckström 58:10 | Marcatori | 29:29 Fedotenko 55:01 Malkin 71:23 Letang |

| Arbitri: | Brad Watson Tim Peel |

|                                           |           |                                                                     |
| Bäckström 00:36 Clark 35:08 Jurčina 46:23 | Marcatori | 03:55 Gončar 10:47 Guerin 15:25 Fedotenko 44:16 Crosby 54:46 Talbot |

| Arbitri: | Bill McCreary Eric Furlatt |

|                                                         |           |                                     |
| J. Staal 05:17 Fedotenko 40:51 Cooke 46:27 Malkin 63:28 | Marcatori | 26:16 55:52 Ovečkin 34:35 Bäckström |

| Arbitri: | Paul Devorski Dennis LaRue |

|                                                                |           |                                                    |
| Kozlov 26:27 46:07 Fleischmann 34:42 Sёmin 45:38 Steckel 66:22 | Marcatori | 05:55 Guerin 39:26 Eaton 44:40 Letang 55:42 Crosby |

| Arbitri: | Dan O'Halloran Bill McCreary |

|                                                                         |           |                           |
| Crosby 12:36 42:32 Adams 12:44 Guerin 20:28 Letang 22:12 J. Staal 31:37 | Marcatori | 38:09 Ovečkin 46:36 Laich |

### Finale di Conference

#### Pittsburgh - Carolina
| Arbitri: | Dave Jackson Dan O'Halloran |

|                          |           |                                        |
| LaRose 33:04 Corvo 58:34 | Marcatori | 09:17 Šatan 10:41 Malkin 51:33 Boucher |

| Arbitri: | Marc Joannette Kevin Pollock |

|                                                         |           |                                                                               |
| LaRose 03:07 Jokinen 08:40 Seidenberg 12:10 Eaves 42:35 | Marcatori | 01:51 Crosby 08:15 48:50 52:25 Malkin 23:11 Talbot 39:52 Kunitz 58:11 Kennedy |

| Arbitri: | Eric Furlatt Bill McCreary |

|                                                                          |           |                             |
| Malkin 06:50 19:48 Crosby 19:17 Fedotenko 51:29 Adams 58:12 Guerin 58:52 | Marcatori | 04:06 Cullen 41:58 Samsonov |

| Arbitri: | Paul Devorski Dennis LaRue |

|                                                       |           |                |
| Fedotenko 08:21 Talbot 18:31 Guerin 32:10 Adams 58:50 | Marcatori | 01:36 E. Staal |

## Western Conference

### Quarti di finale di Conference

#### San Jose - Anaheim
| Arbitri: | Dave Jackson Kelly Sutherland |

|                                 |           |  |
| Niedermayer 45:18 Getzlaf 57:35 | Marcatori |  |

| Arbitri: | Chris Lee Dan O'Halloran |

|                                      |           |                            |
| Ryan 03:45 Ebbett 49:44 Miller 53:17 | Marcatori | 25:38 Clowe 55:54 Cheechoo |

| Arbitri: | Mike Hasenfratz Don VanMassenhoven |

|                                             |           |                                           |
| Blake 05:34 Boyle 13:07 21:05 Marleau 50:33 | Marcatori | 11:12 Ryan 14:50 Wisniewski 31:50 Pronger |

| Arbitri: | Chris Rooney Brad Watson |

|  |           |                                           |
|  | Marcatori | 26:33 30:13 Ryan 54:09 Perry 59:19 Miller |

| Arbitri: | Dennis LaRue Kevin Pollock |

|                             |           |                                              |
| R. Carter 40:55 Perry 44:42 | Marcatori | 07:25 Thornton 37:16 Setoguchi 66:02 Marleau |

| Arbitri: | Eric Furlatt Wes McCauley |

|                |           |                                                          |
| Michálek 10:19 | Marcatori | 12:33 Perry 33:03 Selanne 34:26 Beauchemin 57:06 Getzlaf |

#### Detroit - Columbus
| Arbitri: | Paul Devorski Ian Walsh |

|                |           |                                                          |
| Umberger 31:40 | Marcatori | 30:48 Hudler 34:21 Ericsson 35:09 Kronwall 42:54 Franzén |

| Arbitri: | Dave Jackson Kelly Sutherland |

|  |           |                                                           |
|  | Marcatori | 13:13 Rafalski 27:18 Dacjuk 35:30 Zetterberg 43:38 Hudler |

| Arbitri: | Brad Meier Bill McCreary |

|                                                     |           |                |
| Holmström 01:07 Cleary 19:14 Zetterberg 33:35 59:29 | Marcatori | 56:07 Umberger |

| Arbitri: | Chris Lee Dan O'Halloran |

|                                                                             |           |                                                                    |
| Lidström 02:58 Holmström 07:09 Cleary 10:02 Hossa 26:59 31:26 Franzén 59:13 | Marcatori | 06:12 Huselius 21:44 Nash 25:38 Umberger 35:45 Russell 38:04 Modin |

#### Vancouver - St. Louis
| Arbitri: | Chris Lee Dan O'Halloran |

|             |           |                           |
| Boyes 38:16 | Marcatori | 10:03 D. Sedin 25:11 Salo |

| Arbitri: | Chris Rooney Brad Watson |

|  |           |                                           |
|  | Marcatori | 38:04 Sundin 49:46 Burrows 58:36 H. Sedin |

| Arbitri: | Bill McCreary Brad Meier |

|                                           |           |                             |
| Öhlund 27:57 D. Sedin 30:18 Bernier 41:41 | Marcatori | 03:11 Backes 36:13 McDonald |

| Arbitri: | Dan O'Rourke Marc Joannette |

|                                    |           |                          |
| Wellwood 05:20 Burrows 29:23 79:41 | Marcatori | 33:30 Boyes 36:54 Perron |

#### Chicago - Calgary
| Arbitri: | Eric Furlatt Wes McCauley |

|                             |           |                                 |
| Moss 08:38 Cammalleri 43:54 | Marcatori | 33:17 Barker 54:27 60:12 Havlát |

| Arbitri: | Paul Devorski Ian Walsh |

|                           |           |                               |
| Iginla 07:44 Aucoin 16:15 | Marcatori | 20:46 39:36 Toews 33:58 Sharp |

| Arbitri: | Chris Rooney Brad Watson |

|                          |           |                                              |
| Sharp 02:03 Havlát 55:35 | Marcatori | 06:40 Nystrom 37:07 Bourque 41:18 45:24 Moss |

| Arbitri: | Tim Peel Mike Leggo |

|                                                       |           |                                                                   |
| Kane 04:40 Versteeg 32:13 Barker 36:44 Påhlsson 39:27 | Marcatori | 05:47 59:49 Iginla 20:50 29:16 Jokinen 28:10 Aucoin 53:04 Nystrom |

| Arbitri: | Chris Lee Da O'Halloran |

|            |           |                                                                   |
| Boyd 22:45 | Marcatori | 09:19 Seabrook 10:49 Sharp 11:08 Versteeg 26:14 Ladd 34:56 Barker |

| Arbitri: | Marc Joannette Dan O'Rourke |

|                                                        |           |                |
| Kane 02:20 Burish 10:11 Campbell 34:57 Byfuglien 59:55 | Marcatori | 40:54 Bertuzzi |

### Semifinali di Conference

#### Detroit - Anaheim
| Arbitri: | Paul Devorski Eric Furlatt |

|                           |           |                                    |
| Perry 07:28 Selanne 39:43 | Marcatori | 12:33 Franzén 34:24 59:10 Lidström |

| Arbitri: | Bill McCreary Eric Furlatt |

|                                                             |           |                                             |
| Getzlaf 08:16 Pronger 08:50 R. Carter 24:42 Marchant 101:14 | Marcatori | 06:00 Stuart 13:54 Samuelsson 45:19 Franzén |

| Arbitri: | Tim Peel Brad Watson |

|                  |           |                                 |
| Zetterberg 34:20 | Marcatori | 12:49 Selanne 28:16 Niedermayer |

| Arbitri: | Paul Devorski Dennis LaRue |

|                                                                         |           |                                     |
| Franzén 11:49 19:24 Hossa 36:02 39:04 Samuelsson 42:46 Zetterberg 57:27 | Marcatori | 00:42 31:03 Perry 50:03 Niedermayer |

| Arbitri: | Dan O'Halloran Mike Leggo |

|               |           |                                                        |
| Whitney 35:37 | Marcatori | 23:23 Franzén 24:02 Hudler 56:52 Helm 59:08 Zetterberg |

| Arbitri: | Dave Jackson Kevin Pollock |

|               |           |                           |
| Franzén 57:35 | Marcatori | 22:21 Getzlaf 37:35 Perry |

| Arbitri: | Paul Devorski Marc Joannette |

|                                      |           |                                                              |
| Selanne 34:50 Perry 37:12 Ryan 47:37 | Marcatori | 15:47 Hudler 21:17 Darren Helm 36:23 Samuelsson 57:00 Cleary |

#### Vancouver - Chicago
| Arbitri: | Bill McCreary Eric Furlatt |

|                                |           |                                                                    |
| Kane 41:01 50:11 Bolland 54:31 | Marcatori | 15:22 Demitra 25:13 H. Sedin 35:23 Kesler 58:47 Salo 59:44 Johnson |

| Arbitri: | Brad Watson Tim Peel |

|                                                              |           |                                       |
| Sharp 30:24 33:30 Bolland 36:50 58:50 Eager 42:13 Kane 45:48 | Marcatori | 05:35 Salo 06:44 Edler 57:15 H. Sedin |

| Arbitri: | Dave Jackson Kevin Pollock |

|                                            |           |                |
| Raymond 15:34 Bernier 21:00 H. Sedin 28:04 | Marcatori | 31:09 Campbell |

| Arbitri: | Kelly Sutherland Marc Joannette |

|                 |           |                         |
| Hordichuk 28:32 | Marcatori | 57:16 Havlát 62:52 Ladd |

| Arbitri: | Paul Devorski Dennis LaRue |

|                                                  |           |                           |
| Byfuglien 15:27 38:22 Bolland 54:55 Havlát 58:58 | Marcatori | 17:54 Kesler 31:16 Sundin |

| Arbitri: | Mike Leggo Dan O'Halloran |

|                                                               |           |                                                                      |
| Raymond 11:13 D. Sedin 31:09 52:15 O'Brien 34:49 Sundin 43:43 | Marcatori | 13:13 53:00 56:17 Kane 23:54 Versteeg 30:17 53:49 Toews 45:41 Burish |

### Finale di Conference

#### Detroit - Chicago
| Arbitri: | Eric Furlatt Bill McCreary |

|                             |           |                                                                    |
| Burish 05:25 Versteeg 43:12 | Marcatori | 08:23 48:58 Cleary 36:38 Franzén 47:31 Samuelsson 59:17 Zetterberg |

| Arbitri: | Paul Devorski Dennis LaRue |

|                   |           |                                              |
| Toews 12:49 52:20 | Marcatori | 16:43 Rafalski 34:06 Cleary 65:14 Samuelsson |

| Arbitri: | Dave Jackson Dan O'Halloran |

|                                              |           |                                             |
| Lidström 34:38 Rafalski 37:10 Ericsson 39:01 | Marcatori | 08:45 61:52 Sharp 09:50 Ladd 20:45 Påhlsson |

| Arbitri: | Marc Joannette Kevin Pollock |

|                                                                       |           |             |
| Hossa 08:41 24:05 Franzén 19:38 Filppula 21:13 Zetterberg 27:42 52:47 | Marcatori | 23:53 Toews |

| Arbitri: | Eric Furlatt Bill McCreary |

|            |           |                         |
| Kane 52:53 | Marcatori | 46:08 Cleary 63:58 Helm |

## Finale Stanley Cup
Grazie al maggior numero di punti conquistati dai Detroit Red Wings (112) rispetto ai Pittsburgh Penguins (99) nella stagione regolare, i primi hanno avuto il vantaggio casalingo durante la serie finale della Stanley Cup. Questa fu la seconda volta consecutiva che le due squadre si incontrarono nell'atto conclusivo della Stanley Cup. Prima della finale del 2009 Detroit vantava un record negativo di 11 finali vinte contro 12 sconfitte, mentre Pittsburgh contava 2 vittorie opposte alla sconfitta dell'anno precedente. Prima di quest'edizione solo due squadre si contesero la Stanley Cup per due anni di fila, gli Edmonton Oilers e i New York Islanders nel biennio 1983-1984.

## Statistiche

### Classifica marcatori
La seguente lista elenca i migliori marcatori al termine dei playoff.

| Giocatore         | Squadra             | PG | G  | A  | Pt | +/- | MP |
| ----------------- | ------------------- | -- | -- | -- | -- | --- | -- |
| Evgenij Malkin    | Pittsburgh Penguins | 24 | 14 | 22 | 36 | +3  | 51 |
| Sidney Crosby     | Pittsburgh Penguins | 24 | 15 | 16 | 31 | +9  | 14 |
| Henrik Zetterberg | Detroit Red Wings   | 23 | 11 | 13 | 24 | +13 | 13 |
| Johan Franzén     | Detroit Red Wings   | 23 | 12 | 11 | 23 | +8  | 12 |
| Aleksandr Ovečkin | Washington Capitals | 14 | 11 | 10 | 21 | +10 | 8  |
| Ryan Getzlaf      | Anaheim Ducks       | 13 | 4  | 14 | 18 | +3  | 25 |
| Nicklas Lidström  | Detroit Red Wings   | 21 | 4  | 12 | 16 | +11 | 6  |
| Valtteri Filppula | Detroit Red Wings   | 23 | 3  | 13 | 16 | +8  | 8  |
| Eric Staal        | Carolina Hurricanes | 18 | 10 | 5  | 15 | -3  | 4  |
| Daniel Cleary     | Detroit Red Wings   | 23 | 9  | 6  | 15 | +17 | 12 |

### Classifica portieri
Questa è una tabella che combina i cinque migliori portieri dei playoff per media di gol subiti a gara con i cinque migliori portieri per percentuale di parate, con almeno 420 minuti disputati. La tabella è ordinata per la media gol subiti, e i criteri di inclusione sono in grassetto.

| Giocatore      | Squadra             | PG | Min     | V  | S | OTS | TC  | GS | SO | Sv%  | MGS  |
| -------------- | ------------------- | -- | ------- | -- | - | --- | --- | -- | -- | ---- | ---- |
| Tim Thomas     | Boston Bruins       | 11 | 679:44  | 7  | 4 | 2   | 323 | 21 | 1  | .935 | 1.85 |
| Chris Osgood   | Detroit Red Wings   | 23 | 1405:51 | 15 | 8 | 2   | 637 | 47 | 2  | .926 | 2.01 |
| Jonas Hiller   | Anaheim Ducks       | 13 | 806:43  | 7  | 6 | 1   | 524 | 30 | 2  | .943 | 2.23 |
| Martin Brodeur | New Jersey Devils   | 7  | 426:41  | 3  | 4 | 1   | 239 | 17 | 1  | .929 | 2.39 |
| Roberto Luongo | Vancouver Canucks   | 10 | 617:57  | 6  | 4 | 1   | 304 | 26 | 1  | .914 | 2.52 |
| Semёn Varlamov | Washington Capitals | 13 | 758:62  | 7  | 6 | 2   | 389 | 32 | 2  | .918 | 2.53 |